# Акиньшина, Оксана Сергеевна
Окса́на Серге́евна Аки́ньшина (род. 19 апреля 1987, Ленинград, СССР) — российская киноактриса.

## Биография
Родилась 19 апреля 1987 года в Ленинграде в семье автослесаря и бухгалтера. Занималась в модельном агентстве, руководитель которого обязала всех девушек прийти на пробы к режиссёру Сергею Бодрову-младшему. Пришла на пробы без энтузиазма, но прошла отбор и впервые появилась на экране в драме Бодрова «Сёстры» в 13 лет. За этот фильм на кинофестивале 2001 года в Сочи, в конкурсе «Дебют», Оксана и Катя Горина получили награду «За лучший актёрский дуэт».
Международную известность приобрела после работы в фильме «Лиля навсегда» шведского режиссёра Лукаса Мудиссона. В 2003 году снялась в нидерландском фильме «Юг», где играла молодую девушку, мать-одиночку, нелегально приехавшую в Нидерланды. В фильме говорит на голландском языке. В 2004 году была утверждена на роль Эсфири Литвиновой в фильме «Статский советник», но не явилась на первый день съёмок, и вместо неё была поставлена актриса Эмилия Спивак. В этом же году сыграла эпизодическую роль Ирины Невской в фильме «Превосходство Борна».
В фильме «Волкодав из рода Серых Псов» 2006 года Акиньшина играет кнесинку Елень, одну из главных ролей. В 2008 году сыграла главную женскую роль в мюзикле «Стиляги» Валерия Тодоровского.
В 2011 году сыграла главную женскую роль студентки Татьяны, подруги Высоцкого в фильме «Высоцкий. Спасибо, что живой». В 2012 году снялась в главной роли в фильме «8 первых свиданий», а в 2015 году — в его продолжении, фильме «8 новых свиданий».
Училась на искусствоведа, по собственным словам — «во многом из желания подражать Серёже Бодрову: он был искусствовед, и я подсознательно хотела быть как он».

## Личная жизнь
До пятнадцати лет встречалась с актёром Алексеем Чадовым, после чего жила с Сергеем Шнуровым. В 2008 году познакомилась со своим первым мужем — Дмитрием Викторовичем Литвиновым (род. 6 ноября 1976), генеральным директором пиар-компании «Планета Информ». 2 июня 2009 года у них родился сын Филипп.
Встречалась с актёром и певцом Алексеем Воробьёвым, расстались в начале мая 2011 года.
С 2012 года была замужем за кинопродюсером Арчилом Геловани, у супругов двое детей: сын Константин (род. 15.01.2013) и дочь Эмми (род. 25.01.2017). 18 августа 2018 года объявила о разводе.

## Взгляды
Оксана Акиньшина высказывалась в интервью о своих антифеминистических взглядах, говоря о том, что феминизм является «уделом некрасивых женщин», а патриархат она трактует как «заданный самой природой».

## Фильмография
| Год       |   | Название                                   | Роль                                                                  |
| --------- | - | ------------------------------------------ | --------------------------------------------------------------------- |
| 2001      | ф | Сёстры                                     | Света Малахова                                                        |
| 2002      | ф | Лиля навсегда / Lilja 4-ever               | Лиля                                                                  |
| 2002      | ф | В движении                                 | Аня                                                                   |
| 2003      | ф | Игры мотыльков                             | Зойка                                                                 |
| 2003      | ф | Юг / Het Zuiden                            | Зоя                                                                   |
| 2003      | с | Каменская 3                                | Ира Терёхина                                                          |
| 2004      | ф | Превосходство Борна / The Bourne Supremacy | Ирина Неская                                                          |
| 2004      | с | Женщины в игре без правил                  | Алка                                                                  |
| 2005      | с | Женский роман                              | Ксения                                                                |
| 2006      | с | Капитанские дети                           | Полина Гринёва                                                        |
| 2006      | ф | Москва-ноль                                | Люба                                                                  |
| 2006      | ф | Обратный отсчёт                            | Анна                                                                  |
| 2006      | ф | Волкодав из рода Серых Псов                | кнесинка Елень Глуздовна (озвучила Ирина Лачина)                      |
| 2008      | ф | Стиляги                                    | Полина (Польза)                                                       |
| 2008      | ф | Райские птицы                              | Катенька                                                              |
| 2008      | ф | Враг номер один                            | Катя                                                                  |
| 2009      | ф | Я                                          | Нина, медсестра                                                       |
| 2010      | ф | Метель                                     | Варя                                                                  |
| 2011      | ф | Высоцкий. Спасибо, что живой               | Татьяна Ивлева, возлюбленная Высоцкого (прообраз — Оксана Афанасьева) |
| 2012      | ф | 8 первых свиданий                          | Вера Павловна Казанцева, телеведущая                                  |
| 2012      | ф | Самоубийцы                                 | Марина                                                                |
| 2012      | ф | Некуда спешить                             | мотоциклистка                                                         |
| 2015      | ф | 8 новых свиданий                           | Вера Павловна Казанцева, телеведущая                                  |
| 2015      | ф | SOS, Дед Мороз, или Всё сбудется!          | Ольга, любовница Николая                                              |
| 2015      | с | Петля Нестерова                            | Ольга, дочь Королёва                                                  |
| 2016      | ф | СуперБобровы                               | Светлана Боброва                                                      |
| 2016      | с | Каждому своё                               | Оксана, мать Клима                                                    |
| 2016      | ф | Молот                                      | Вера, возлюбленная Виктора                                            |
| 2018      | ф | СуперБобровы. Народные мстители            | Светлана Боброва                                                      |
| 2019      | ф | Рассвет                                    | Мария Коннова, мама Антона и Светы                                    |
| 2019      | ф | Куда течёт море                            | мать                                                                  |
| 2020      | ф | Спутник                                    | Татьяна Юрьевна Климова                                               |
| 2020      | с | Беспринципные                              | Людмила, жена Славика                                                 |
| 2021      | ф | Чернобыль                                  | Ольга Савостина, парикмахер                                           |
| 2021      | с | Полёт                                      | Ира Ковалёва (31 год)                                                 |
| 2021—2022 | с | Контейнер                                  | Саша, суррогатная мать                                                |
| 2022      | ф | Тайна                                      | Светлана Боева                                                        |
| 2022      | с | The Тёлки                                  | Лена, жена Андрея                                                     |
| 2023      | ф | Синдром                                    | Маша                                                                  |
| 2023      | с | Балканский ветер / Juzni vetar. Na granici | Лариса                                                                |
| 2023      | ф | Беспринципные в деревне                    | Люда                                                                  |
| 2024      | с | Неверные                                   | Ольга Шилковская                                                      |
| 2024      | ф | Возвращение попугая Кеши                   | Катя                                                                  |
| 2024      | с | Наследники. Дар крови                      | Надежда                                                               |

## Награды
- Приз на фестивале «Кинотавр» за «Лучший актёрский дуэт» (2001)
- Приз на фестивале «Созвездие» в номинации «Дебют» (2001)
- Приз на Всероссийском фестивале визуальных искусств за «Лучшую женскую роль» (2001)
- Приз на тринадцатом Международном кинофестивале в Стокгольме (2002) — номинация «Лучшая женская роль»
- Кинопремия Шведской киноакадемии «Золотой Жук» — номинация «Главная женская роль»
- Приз зрительских симпатий в конкурсе «Лучшая актриса Швеции» (2002)
- Приз на третьем фестивале Европейского кино в Штутгарте — «Лучшей молодой перспективной актрисе» (2003)